# La evolución de Calpurnia Tate
La evolución de Calpurnia Tate es una novela de ficción escrita por Jacqueline Kelly y publicada en 2009 por la editorial Henry Holt and Company.

## Argumento
Es una novela juvenil. Se trata de una niña de 12 años, Calpurnia Tate o Callie Vee, que vive en un pueblo de Texas en el año 1899. Callie es la única chica de siete hermanos cuya madre tiene para ella preparado un futuro en el que tocar el piano, coser y cocinar sea lo único a lo se debe dedicar. Sin embargo ella está más interesada en lo que ocurre tras la puerta de la biblioteca o en el laboratorio de su abuelo.